# Tomme au Marc de Raisin
Der Tomme au Marc de Raisin ist ein französischer Tomme-Käse, der vor dem Verkauf behandelt wird. Reife Tommes, die aus Rohmilch hergestellt sind, werden in einem luftdicht verschlossenen Behälter einen Monat lang in Marc eingelegt. Der Teig des Käselaibs verfestigt sich durch die dabei entstehende Wärme. Der Marc durchdringt außerdem den Käse und verleiht ihm einen angenehmen Geschmack. 
Der Tomme au Marc de Raisin ist eine Spezialität der französischen Alpen. Er wird in der Regel in kleinen Betrieben hergestellt.